# Pfarrhof (Münsterhausen)

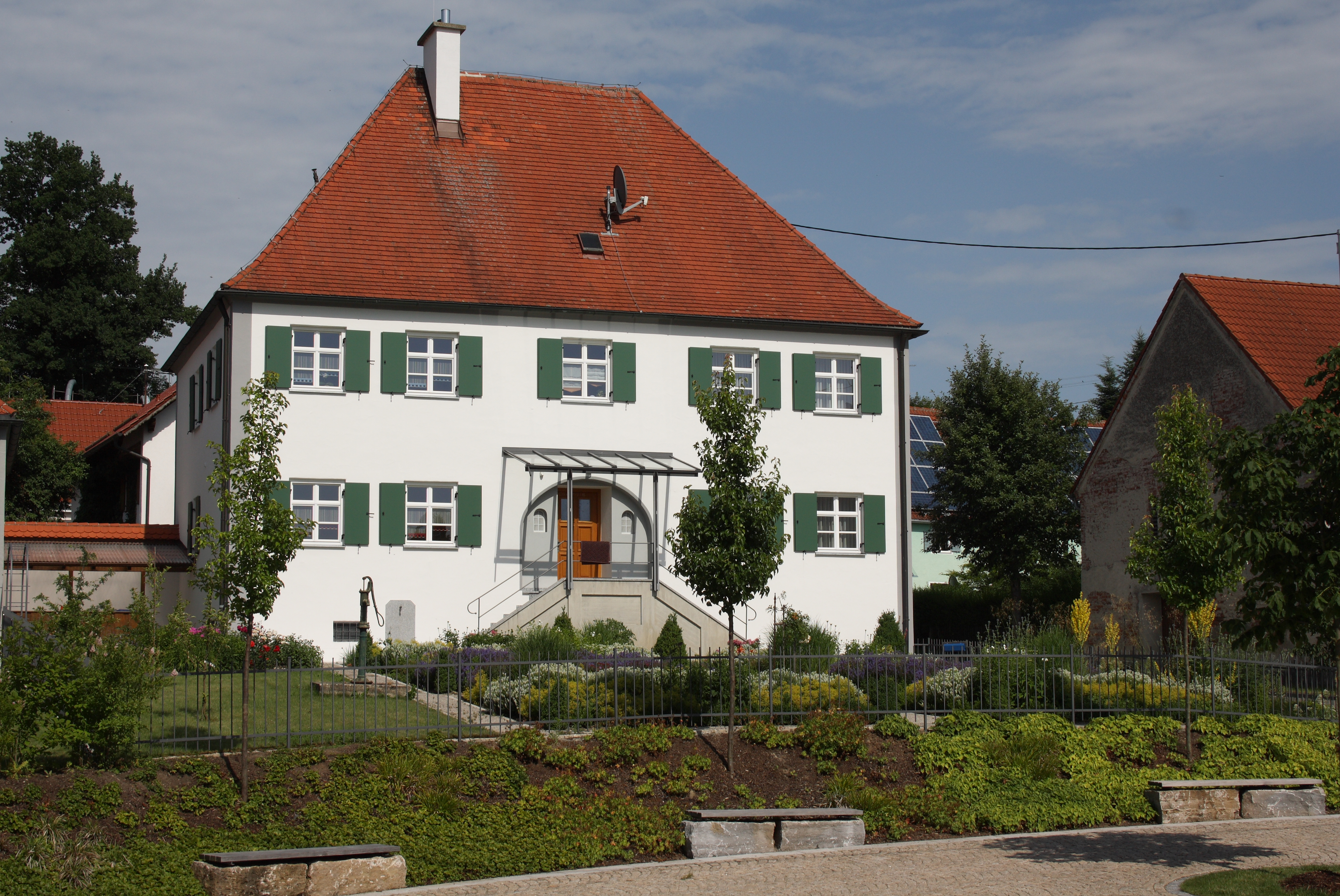
Pfarrhaus in Münsterhausen (rechts angeschnitten der Pfarrstadel)

Der Pfarrhof in Münsterhausen, einer Gemeinde im Landkreis Günzburg im bayerischen Regierungsbezirk Schwaben, wurde im 18. Jahrhundert errichtet. Der Pfarrhof an der Reichertsrieder Straße 1 besteht aus einem Pfarrhaus und einem Pfarrstadel. Er ist ein geschütztes Baudenkmal.

## Beschreibung
Das zweigeschossige Pfarrhaus ist ein Walmdachbau mit vier zu fünf Fensterachsen. Die Ausstattung des Gebäudes ist bei den Renovierungen eliminiert worden. 
Der Pfarrstadel ist ein traufseitiger Walmdachbau mit Stichbogentor und einer Architekturgliederung in Ritztechnik, die beim Pfarrhaus verloren ging.